# Erythroneura integra
Erythroneura integra är en insektsart som beskrevs av Mcatee 1920. Erythroneura integra ingår i släktet Erythroneura och familjen dvärgstritar. Inga underarter finns listade i Catalogue of Life.